# Pawieł Daniejka
Pawieł Uładzimirawicz Daniejka (biał. Павел Уладзіміравіч Данейка, ros. Павел Владимирович Данейко, Pawieł Władimirowicz Daniejko) – białoruski polityk, deputowany do Rady Najwyższej Republiki Białorusi XIII kadencji.

## Życiorys
W 1995 roku mieszkał w Mińsku. Pełnił funkcję wiceprezesa Instytutu Prywatyzacji i Menedżmentu, był członkiem Zjednoczonej Partii Demokratycznej Białorusi, a od 1 października 1995 – Zjednoczonej Partii Obywatelskiej. W drugiej turze uzupełniających wyborów parlamentarnych 10 grudnia 1995 roku został wybrany na deputowanego do Rady Najwyższej Republiki Białorusi XIII kadencji z nawawilenskiego okręgu wyborczego nr 260 miasta Mińska. 19 grudnia 1995 roku został zarejestrowany przez centralną komisję wyborczą, a 9 stycznia 1996 roku zaprzysiężony na deputowanego. Od 23 stycznia pełnił w Radzie Najwyższej funkcję członka, a potem sekretarza Stałej Komisji ds. Polityki Ekonomicznej i Reform. Należał do opozycyjnej wobec prezydenta Alaksandra Łukaszenki frakcji „Działanie Obywatelskie”. Od 3 czerwca był przewodniczącym grupy roboczej Rady Najwyższej ds. współpracy z parlamentem Republiki Kazachstanu. 27 listopada 1996 roku, po dokonanej przez prezydenta kontrowersyjnej i częściowo nieuznanej międzynarodowo zmianie konstytucji, nie wszedł w skład utworzonej przez niego Izby Reprezentantów Zgromadzenia Narodowego Republiki Białorusi I kadencji. Zgodnie z Konstytucją Białorusi z 1994 roku jego mandat deputowanego do Rady Najwyższej zakończył się 9 stycznia 2001 roku; kolejne wybory do tego organu jednak nigdy się nie odbyły.
Na początku lutego 2025 roku wyszła na jaw informacja, że Pawieł Daniejka został zaocznie skazany na Białorusi pod kilkoma zarzutami karnymi, m.in. za udział w Radzie Koordynacyjnej Białorusi.